# 太子河区
太子河区是辽宁省辽阳市下辖的一个市辖区。位於遼東半島中部，屬辽阳城區之一，地處老城區西部，太子河西南岸。

## 行政区划
太子河区下辖1个街道办事处、3个镇、1个乡：
铁西街道、祁家镇、沙岭镇、王家镇和东宁卫乡。

## 人口
根據第七次人口普查數據，截至2020年11月1日零時，太子河區常住人口為134604人。